# Jean-Charles-Pierre Lenoir

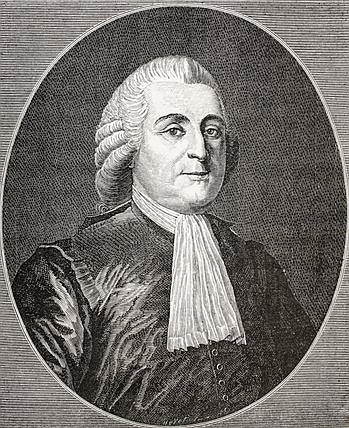
Jean-Charles-Pierre Lenoir

Jean-Charles-Pierre Lenoir (* 10. Dezember 1732 in Paris; † 17. November 1807 in Crosne) war ein französischer Polizeipräfekt, lieutenant-général de police und königlicher Bibliothekar, garde de la bibliothèque du roi.

## Leben und Wirken
Lenoir war der Sohn von Jean-Charles-Joseph Lenoir (1687–1754) seines Zeichen lieutenant civil au Châtelet und dessen Ehefrau Marie-Anne Lenoir de Cindré (* 1708) mit der dieser seit dem Jahre 1728 verheiratet war.
Lenoir begann zunächst seine Laufbahn bei Gericht und war im Jahre 1752 Conseiller am Châtelet in Paris. Dann wurde er im Jahre 1754 lieutenant particulier und im Jahre 1759 zum Leutnant, lieutenant criminel an der gleichen Institution ernannt. Später wurde er im Jahre 1765 zum  maître des requêtes und schließlich im Jahre 1768 zum Präsidenten des Grand Conseil, président au Grand Conseil bestimmt.
Er heiratete am 17. April 1757 seine erste Frau, die geborene Marie Nicole Denis († 1762) in Paris. Aus dieser Verbindung ging eine Tochter Anne Pauline hervor. Später am 23. Februar 1796 heiratete er erneut die geborene Sophie Elisabeth Huguenin († 1803).
Als im Jahre 1774 sein Vorgänger Antoine de Sartine die Aufgaben eines Polizeioffiziers abgab, setzte man Lenoir noch im gleichen Jahr zum Polizeileutnant ein, eine Position, die er dann nach einer einjährigen Pause im Jahre 1776 bis zum Jahre 1785 erneut wieder eingenommen hatte. Seine Nachfolger waren im Jahre 1775 Joseph d’Albert y Cornella (1721–1790) und im Jahre 1785 Louis Thiroux de Crosne (1736–1794). Dies war auch der Patronage von Jean-Frédéric Phélypeaux, comte de Maurepas und Charles Alexandre de Calonne zu verdanken.
In der Zeit als lieutenant-général de police trat er als entschiedener Gegner der wirtschaftspolitischen Vorstellungen des Anne Robert Jacques Turgots in Erscheinung. Vor allem kritisierte er die Liberalisierung des Getreidehandels als beeinträchtigend für die Menschen in Paris. Turgot wollte zunächst einen freien Getreidehandel durchsetzen, aber seine am 13. September 1774 unterschriebene Verfügung dazu stieß auch beim conseil du roi auf energische Opposition.
Während der unruhigen Zeiten der französischen Revolution im Jahre 1792 lebte er zeitweise in der Schweiz und in der österreichischen Hauptstadt Wien. Nach dem Ende der Terrorherrschaft, la terreur und Konsolidierung des neuen französischen politischen Systems kehrte er nach Frankreich zurück und lebte in Crosne (Essonne) in der Umgebung von Paris. Ihm stand eine Rente von 4000 Francs im Jahr zur Verfügung.

## Werke (Auswahl)
- Détail sur quelques établissements de la ville de Paris. demandé par sa majesté impériale, la reine de Hongrie, Paris 1780